# Penstemon floribundus
Penstemon floribundus är en grobladsväxtart som beskrevs av D.M. Danley. Penstemon floribundus ingår i släktet penstemoner, och familjen grobladsväxter. Inga underarter finns listade i Catalogue of Life.